# 具姓
具姓，汉族、朝鲜族姓氏。在中国为较罕见姓氏，在韩国为人口前一百姓氏。

## 中国大陆与台湾
具姓在《郑通志》和《续通志》的《氏族略》中均有收录。郑樵注云：“晋大夫具丙之后”，具姓据此为以名为氏。而《姓氏词典》根据《元和姓纂》注云：“以祖辈名字为姓氏。源自姬姓，系春秋时郑公子具的后代。”
春秋有晋国大夫具丙，《左传·襄公十八年》中有记载。汉代有具褒，为中山太守。东汉有宦官具瑗，魏郡元城人，曾任中常侍。明代有具春，弘治年间的举人，曾任知县。

### 分布
具姓在中国大陆为较为罕见的姓氏，但分布颇广，在吉林蛟河，辽宁清原，山东鱼台、平度、平邑，山西大同、忻州，浙江余姚等地均有分布。依據中華民國內政部2018年10月出版的《全國姓名統計分析》，具姓在台湾的人口数量为18人，在全台湾的各个姓氏中排名第930位。

## 朝鲜半岛
在朝鲜语中，具和丘、邱、仇为同音姓氏，均记作。朝鲜族具姓有绫城具氏、昌原具氏（本姓仇，朝鮮正祖15年（1791年）時賜姓為具）、广州具氏、骊兴具氏、延昌具氏、安山具氏、连川具氏、忠州具氏等本贯。绫城具氏始祖具存裕曾任高丽壁上三韓三重大匡检校上將軍，据称是1224年与朱熹曾孙朱潜一起流亡高丽的宋人，朱潜后改名朱積德，是新安朱氏的始祖。不过在1224年之前，朝鲜半岛便已有具姓的存在。《高麗史·世家第一·高麗史第一》中记载太祖元年（918年）九月癸巳日，王建任命具镇爲羅州道大行臺侍中。《高麗史·世家第十一·高麗史第十一》有肅宗六年（1101年）十月乙未日，具代被任命为遊擊將軍。具姓在韩国姓占多数，如2015年普查时，具姓人口193080人，而其他同音姓氏的人口数分别为：丘姓15382人，邱姓83人和仇姓5人。
| 普查       | 户数     | 总人口数  | 姓氏排名 | 绫城具氏人口数 | 信息来源 |
| ---------- | -------- | --------- | -------- | -------------- | -------- |
| 1960年普查 | 16,704户 | 96,482人  | 第38位   |                |          |
| 1985年普查 | 37,598户 | 157,683人 | 第40位   | 128,844人      |          |
| 2000年普查 | 55,540户 | 178,167人 | 第41位   | 145,987人      | [ 13 ]   |
| 2015年普查 |          | 193,080人 | 第41位   | 174,161人      | [ 7 ]    |

## 其他地区
全日本有具姓人口190人，主要分布在兵库县、東京都、大阪府、京都府和冈山县，其中有归化日本籍的韩国人，如2019年归化的橄榄球运动员具智元。